# Liste der Monuments historiques in Jussy-Champagne
Die Liste der Monuments historiques in Jussy-Champagne führt die Monuments historiques in der französischen Gemeinde Jussy-Champagne auf.

## Liste der Bauwerke
| Bezeichnung     | Beschreibung                      | Standort | Kennzeichnung | Schutzstatus | Datum | Bild           |
| --------------- | --------------------------------- | -------- | ------------- | ------------ | ----- | -------------- |
| Kirche St-André | Erbaut im 12. und 15. Jahrhundert | (Lage)   | PA00096820    | Classé       | 1911  | weitere Bilder |
| Schloss Jussy   | Erbaut im 16./17. Jahrhundert     | (Lage)   | PA00096819    | Classé       | 1946  | weitere Bilder |

## Liste der Objekte
- Monuments historiques (Objekte) in Jussy-Champagne in der Base Palissy des französischen Kultusministeriums